# Thalloptera schwarzmaieri
Thalloptera schwarzmaieri är en tvåvingeart som beskrevs av Borgmeier 1928. Thalloptera schwarzmaieri ingår i släktet Thalloptera och familjen puckelflugor. Inga underarter finns listade i Catalogue of Life.